# Byron Berline
Byron Berline, (Caldwell, 1944. július 6. – Oklahoma City, 2021. július 10.) amerikai dzsesszhegedűs, mandolinos. Számos zenei stílusban és hangszeren játszott: old time, a ragtime, a bluegrass, a accordion, country, rock.
Ismert zenészekkel készültek felvételei: The Rolling Stones, Bob Dylan, The Band, Elton John, The Byrds, Janis Ian, Earl Scruggs, Dillard & Clark, Willie Nelson, Guthrie Thomas, Bill Monroe, The Flying Burrito Brothers, Doc Watson, John Denver, Gene Clark, Rod Stewart, The Eagles, Vince Gill, Gram Parsons, Emmylou Harris, Tammy Wynette, Alabama, Don Francisco, Mary Chapin Carpenter, The Dillards, Mason Williams, Stephen Stills, Bill Wyman, The Manhattan Transfer, Joe Diffie, The Doobie Brothers, Lucinda Williams, François Vola, Mickey Gilley, Deke Leonard, Andy Statman...

## Pályafutása
Byron Berline ötévesen kezdett hegedülni. 1965-ben felvette a „Pickin' and Fiddlin'” című albumot a „The Dillards” együttessel. Ugyanebben az évben találkozott Bill Monroe-val a Newport Folk Festivalon. Meghívták Monroe Bluegrass Boys zenekarában, de visszautasította, hogy befejezze tanulmányait. 1967-ben végzett az Oklahomai Egyetemen testnevelés szakon, és márciusban azrán csatlakozott a Bluegrass Boyshoz. Három instrumentális számot vett fel velük, köztük a "Gold Rush"-t − amelyet Berline és Monroe közösen írtak, és amely később jam sessionök sztenderdjévé vált.
Berline 1967. szeptemberében hagyta el a zenekart, mert besorozták a hadseregbe. Miután 1969-ben szerelt le, és beszállt a Dillard & Clarkba a „Through the Morning, Through the Night” című albumon. Berline játszotta a "Country Honk" című számot a Rolling Stones „Let It Bleed” albumán – ezt a dalt a Stones később Honky Tonk Women címmel vette fel. Mick Jagger megkérte Berlinét, hogy az utcán vegye fel a hegedű szólamot jobb hangulatot teremteni. Abban az időben épp csak leszerelt az amerikai hadseregtől, és a Stones-szal való felvételek exponenciálisan pörgették fel a karrierjét.
1995-ben megnyitotta a Double Stop Fiddle Shopot Oklahomában. Az üzlet a zenészek egyik fő találzahelyévé vált, ahol számos vintage és új hangszert adtak-vettek. Az üzlet Byron lenyűgöző profi zenészi karrierjét követte. A Double Stop Fiddle Shop tragikus módon porig égett egy 2019-es erdőtűzben. Byron és családja még ugyanebben az évben átköltöztette az üzletet az utca túloldalán lévő épületbe, ahol lankadatlanul üzemelt.
Mindössze négy nappal 77. születésnapja után hunyt el COVID-19-ben.

## Albumok
- Byron Berline & Sundance (1976)
- Dad's Favorites (1977)
- Live at McCabes (1978)
- Byron Berline and the L.A. Fiddle Band (1980)
- Outrageous (1980)
- Berline, Crary, Hickman (1981)
- Francois Vola (1983)
- Night Run (1984)
- B-C-H (1986)
- Double Trouble (1986)
- Now They Are Four (1989)
- Jumpin' the Strings (1990)
- Fiddle and a Song (1995)
- Flatbroke Fiddler (2005)
- Flying Fingers (2016)

## Filmek
- Smokey és a bandita[4] (1967)

## Díjak
- Oklahoma Music Hall of Fame (1999)
- Kansas Music Hall of Fame (2020)